# Philippe-Victoire Lévêque de Vilmorin
Philippe-Victoire Lévêque de Vilmorin (simplifié en Philippe-Victoire de Vilmorin), né le 22 septembre 1746 à Landrecourt (Meuse)[réf. nécessaire] et mort à Paris, le 6 mars 1804, est un botaniste, marchand grainier et pépiniériste le premier d'une longue lignée de botanistes-grainiers (famille Vilmorin), à l'origine de l'entreprise de graines et semences qui porte son nom.

## Biographie
Philippe Victoire Lévêque de Vilmorin est le dixième enfant de Jacques Lévêque de Vilmorin, lui-même né le 10 août 1702. Les Vilmorin sont une ancienne famille de Lorraine. Durant le XVIIe siècle, ils sont lieutenants ou capitaines mais, à partir de l'annexion de la Lorraine à la France, ils deviennent cultivateurs. Leur maison constitue le fief de Wuy, entre Landrecourt et Lempire (aujourd'hui commune du département le la Meuse). Philippe-Victoire devient orphelin à 13 ans. Grâce à son parrain, Dessoffy Serneck il va étudier à Paris.

Durant des études de médecine et botanique il se lie avec Pierre d'Andrieux, botaniste du roi Louis XV, domicilié quai de la Mégisserie où il exerçait un commerce de grains. Il associe son ami à ses affaires. Le 14 juillet 1774 Philippe-Victoire se marie avec la fille de Pierre d'Andrieux, Adélaïde, elle-même maîtresse grainière depuis le 15 juillet 1773. Leur fils Pierre-Phippe André né le 30 novembre 1776. En 1779 d'Andrieux meurt. Philippe-Victoire est seul propriétaire et le nom de la maison devient Vilmorin-Andrieux.

La grêle du 13 juillet 1788 cause de très gros dégâts aux environs de Paris. De Vilmorin distribue gratuitement semences et pommes de terre aux cultivateurs les plus touchés, ce qui lui valut de recevoir une médaille de la Société nationale d'agriculture en témoignage de reconnaissance.
De Vilmorin fait partie, avec Antoine Parmentier, du Comité d’agriculture et des arts institué par la loi du 22 germinal an III.
Durant la période révolutionnaire, De Vilmorin se distingue en se démenant pour éviter une quelconque famine. Lors des temps difficiles de cette période, ce dernier fit distribuer gratuitement des semences au peuple parisien, lequel manquait alors de tout. Cet acte lui vaut une reconnaissance des élus du peuple et surtout de la part du peuple, lequel verra toujours en lui un bienfaiteur acquis aux causes populaires.
Lors de la Terreur, ce dernier se concentra, avec l'aide de son ami botaniste André Thouin, sur l'approvisionnement en vivres de la capitale nationale sans se préoccuper des événements politiques qui secouent la France d'alors. Cet engagement sans faille fut salué unanimement par le Comité de salut public de Paris et ce en dépit de la situation inconfortable dans laquelle il était à l'époque.

Tout comme son confrère et ami, Parmentier, il loue les bienfaits de la pomme de terre et tente d'en encourager la culture partout sur le territoire. On trouve trace de cette conviction dans une lettre signée par Parmentier lui-même à destination de la Convention nationale.
Vous trouverez ci-joint, Citoyens, un avis sur la culture et les usages de la pomme de terre. La publicité m'en paraît urgente. Les autres plantes potagères qu'il est si important de propager sur le sol de la Patrie pour doubler les ressources exigeront aussi des instructions particulières que nous nous empresserons Vilmorin et moi de rédiger si la Commission des subsistances le juge à propos. Mais il n'y pas un instant à perdre. Salut et fraternité.
Il meurt à l'âge de 58 ans, son fils lui succède, avec lui ce sont six générations successives de Vilmorin qui donneront à l'entreprise Vilmorin une grande renommée.

## Travaux et publications

### Innovation commerciale et recherche
Le baron de Sylvestre dans sa biographie précise ainsi l'apport principal de Vilmorin : "Le commerce des graines avait été jusqu'alors peu de chose en France ; il n'avait pour objet que les graines communes, et tout le mérite du grainier roulait alors sur le soin de compléter ses assortiments et sur la bonté des graines qu'il livrait au public. Vilmorin conçut l'idée de lui donner une grande extension et de rendre vulgaires des espèces de plantes précieuses pour l'agriculture, et qui n'existaient encore que dans les jardins botaniques d'un petit nombre. d'amateurs".
Les graines qu'il promeut sont d'abord des graines peu connues de régions françaises et d'Angleterre. Puis il fait venir des graines d'arbres d'Amérique des plantes inconnues ou peu connues : cyprès de la Louisiane, robinier, tulipier, différents chênes et noyers ; il introduit également des légumes ; des variétés de choux (en particulier le chou frisé du Nord, résistant aux hivers, de navets, de pois, de cardons, le rutabaga...
De Vilmorin ne se contente pas de commercialiser des graines et plans, il les améliore par des greffes successives, en particulier pour les poires.
Il ne travaille pas seul. Il appartient à un réseau important de botanistes, grâce, au départ, lors de ses études, à d'Andrieux, . Il est, en particulier, très proche d'Antoine Parmentier, d'André Thouin, d'André Michaux, de Malesherbes, de Jacques Philippe Martin Cels .

### Publications
La première publication de Vilmorin-Andrieux est le "Catalogue des plantes, arbres, arbrisseaux et arbustes dont on trouve des graines, des bulbes et du plant chez les sieurs Andrieux et Vilmorin". L'édition de 1778 est un livre de 148 pages. Dans les 20 premières, avant le catalogue proprement dit, sont décrites les plantations à réaliser mois par mois, en commençant par celles à faire lors de la saint-Jean. Le catalogue comprend les noms des plantes en français et en latin et quelques notes de caractéristiques et conseils de plantation. Exemple « ANIS, Pimpinella Anisum : gr. pl. Annuelle, ombelle de petites fleurs blanches. Semences au printems; bonne terre légère &c arrosée. »(orthographe et abréviations sont celles du catalogue). Après le catalogue sont donnés des conseils de préparation des sols.
Lors des fonctions qu'il occupe, durant la période révolutionnaire, il publie, en qualité de membre de celle-ci et avec Augustin Sageret et Antoine-Didier-Jean-Baptiste Challan un "avis aux cultivateurs sur quelques procédés économiques à employer pour la reproduction et la plantation des pommes de terre". Il signe au nom de la commission une « Instruction sur la culture du navet, et de ses variétés.»
De Vilmorin a contribué à la rédaction du Code de police rurale ainsi qu'à la rédaction de divers ouvrages d'agriculture tel que l' "almanach du bon jardinier" par ses notes données à l'auteur Thomas-François de Grace).
Il participe également à "l'annuaire du cultivateur" .